# ریچارد گوگ
ریچارد گوگ (انگلیسی: Richard Gough؛ زادهٔ ۵ آوریل ۱۹۶۲) بازیکن فوتبال اهل بریتانیا است.
از باشگاه‌هایی که در آن بازی کرده‌است می‌توان به باشگاه فوتبال چارلتون اتلتیک، باشگاه فوتبال ناتینگهام فارست، باشگاه فوتبال داندی یونایتد، باشگاه فوتبال تاتنهام هاتسپر، باشگاه فوتبال رنجرز، باشگاه فوتبال سن‌خوزه ارث‌کوئیکز، باشگاه فوتبال اسپورتینگ کانزاس‌سیتی، و باشگاه فوتبال اورتون اشاره کرد.
وی همچنین در تیم ملی فوتبال اسکاتلند بازی کرده‌است.